# Selenek neptunu(II)
Selenek neptunu(II), NpSe – nieorganiczny związek chemiczny, zawierający neptun na II stopniu utlenienia. Został otrzymany po raz pierwszy w 1975 r. przez D. Damiena i Andrzeja Wojakowskiego w wyniku ogrzewania w temperaturze ok. 530 °C przez 24 godziny wodorku neptunu ze stechiometryczną ilością metalicznego selenu w zatopionej kwarcowej rurce w próżni. Ma strukturę krystaliczną typu NaCl, która pod ciśnieniem ok. 230 tys. atm przechodzi w strukturę typu CsCl.